# Tranh sơn dầu Stańczyk
Stańczyk (tiếng Ba Lan: Stańczyk w czasie balu na dworze królowej Bony wobec straconego Smoleńska, tạm dịch: Stańczyk trong vũ hội của nữ hoàng Bona trước mất mát Smolensk), là một bức tranh của họa sĩ Jan Matejko, được hoàn thành vào năm 1862. Bức tranh này được Bảo tàng Quốc gia Warsaw mua lại vào năm 1924. Trong Chiến tranh Thế giới thứ hai, nó từng bị Đức Quốc xã rồi đến Liên Xô cướp bóc, nhưng đã được trả lại cho Ba Lan vào khoảng năm 1956.
Stańczyk là một trong những tác phẩm nổi tiếng nhất của Matejko, và cũng là tác phẩm nâng tầm danh tiếng của ông. Đây là một trong những bức tranh nổi bật nhất tại Bảo tàng Quốc gia Warsaw, và là bức tranh tiêu biểu cho "Bộ sưu tập các bức tranh Ba Lan trước năm 1914". Điểm chính yếu trong bức tranh là sự nghiêm túc của chú hề (ở đây là Stańczyk) và sự náo nhiệt của vũ hội đang diễn ra bên ngoài. Bức tranh đã tạo nên một biểu tượng về Stańczyk, mà sau này được công nhận rộng rãi ở Ba Lan.

## Stańczyk
Stańczyk, nhân vật nam được họa trong tranh là một chú hề, một người pha trò của triều đình, khi Ba Lan đang ở thời kỳ hưng thịnh về cả chính trị, kinh tế và văn hóa dưới sự trị vì của vua Sigismund I (1506 - 1548) , đây cũng là thời kỳ Phục hưng ở Ba Lan. Không chỉ là một chú hề, Stańczyk còn được miêu tả là một người có tài hùng biện, với tính cách thông minh; hóm hỉnh, ông có thể sử dụng sự hài hước của mình để bình về quá khứ; hiện tại và tương lai của đất nước. Lẽ dĩ nhiên, Stańczyk không hề giống với những chú hề của các vương triều Châu Âu khác. Danh tiếng của Stańczyk lừng lẫy một thời. Đến thế kỷ 19, huyền thoại về ông một lần nữa lại được hồi sinh và được lưu truyền đến tận ngày nay.
Do thiếu nguồn kiểm chứng nên đã sinh ra bốn giả thuyết khác nhau về Stańczyk trong thế kỷ 19. Người ta cho rằng nhân vật Stańczyk hoàn toàn là do Jan Kochanowski và các đồng sự tạo ra, một gã hề mà khoác lên tấm áo của Aesop, hay chăng là tầm nhìn của Shakespeare về hội nhà văn vào thế kỷ 19, hoặc là một người "buông rèm nhiếp chính" trong một xã hội giả lập. Bằng một cách nào đó, các học giả ngày nay đều nhất trí rằng người như vậy có tồn tại, mà dù có không tồn tại, thì cũng có một tầm ảnh hưởng to lớn đến văn hóa của Ba Lan trong những thế kỷ về sau, khi xuất hiện trong tác phẩm của nhiều nghệ sĩ từ thế kỷ 19 đến 20. Stańczyk từng xuất hiện trong một tác phẩm của Julian Ursyn Niemcewicz (Jan z Tęczna. Powieść historyczna, 1825), ngoài ra còn trong các tác phẩm của Józef Ignacy Kraszewski (1839, 1841).

## Ý nghĩa
Tên đầy đủ của bức tranh là Stańczyk w czasie balu na dworze królowej Bony wobec straconego Smoleńska, tạm dịch: Stańczyk trong vũ hội của nữ hoàng Bona trước mất mát Smolensk). Bố cục chính trong tranh là sự tương phản giữa sự nghiêm túc của chú hề Stańczyk, đồng thời đây cũng là trọng tâm của bức tranh, và khung cảnh náo nhiệt của vũ hội đang diễn ra bên ngoài nơi Stańczyk ngồi. Stańczyk ngồi một mình trong phòng tối, trong khi tiệc khiêu vũ của hoàng gia thì đang diễn ra nhộn nhịp ở ngoài sảnh. Sự xuất hiện của Stańczyk không hề như những gì mà người thường mong đợi ở một chú hề, có cái gì đó sầu muộn mà trầm tư. Nét trầm ngâm của nhân vật còn được điểm thêm bởi những chi tiết như: vương trượng nằm lăn lóc trên sàn, huy chương Đức mẹ Đen Częstochowa thì nằm trên người nhân vật. Tấm thảm nhăn nhúm dưới chân Stanczyk có thể do anh ta đã gục xuống ghế khi đọc lá thư, hoặc do sự chuyển động của đôi chân sau đó. Trên bàn là bức thư thông báo Ba Lan đã để mất Smolensk (ngày nay thuộc Nga) vào tay Đại công quốc Muscovy, khiến Stańczyk đau buồn và suy tư về số phận của đất nước. Bức thư dường như đã bị một triều thần nào đó quăng vào xó, chỉ có kẻ pha trò này mới nhận ra ý nghĩa của nó, trong khi các tướng lĩnh thì tiệc tùng bù khú, mải ăn mừng chiến thắng trong trận Orsha, bỏ mặc sự thật về Smolensk. Bức thư mang tên "Samogitia", một tỉnh của Khối thịnh vượng chung, năm năm 1533 (A.d. MDXXXIII). Trên thực tế, ghi chú về năm trên lá thư không trùng khớp với sự kiện lịch sử sự sụp đổ của Smolensk vào năm 1514. Đây cũng là một vấn đề gây tranh cãi, bởi họa sĩ Matejko vốn nổi tiếng là người chu toàn, tỉ mỉ nên khó mà hình dung được lại có một nhầm lẫn thế này trong tác phẩm của ông. Một biểu tượng khác, cây đàn luýt, biểu tượng của vinh quang, lại được mang bởi một người lùn (trong thời đại của Matejko, thì người lùn bị gắn với tầm vóc và tinh thần nhược tiểu), điều này báo hiệu sự suy tàn của triều đại triều đại Jagiellon. Chi tiết khác như cửa sổ mở tung, làm chiếc khăn trải bàn rối tung, ám chỉ sự khó chịu về trật tự trong hiện tại. Qua cửa sổ mở, có thể nhìn thấy toàn cảnh tối tăm của Nhà thờ Wawel ở Krakow, nơi đăng quang của các vị vua Ba Lan. Cạnh đó là một ngôi sao chổi, một điềm báo cho vận rủi. Cuối cùng, hình ảnh về vận mệnh suy tàn, được thể hiện qua vành đai của chòm sao Lạp hộ, còn gọi là vành đai Orion, góc bên trên phía bên trái chóp nhà thờ. Trong thần thoại Hy Lạp, Orion là một thợ săn dũng mãnh, nhưng bị mờ mắt bởi chính cái tôi cao ngất của mình, cuối cùng thì bị hạ gục bởi vết chích của một con bọ cạp.

## Giá trị và lịch sử

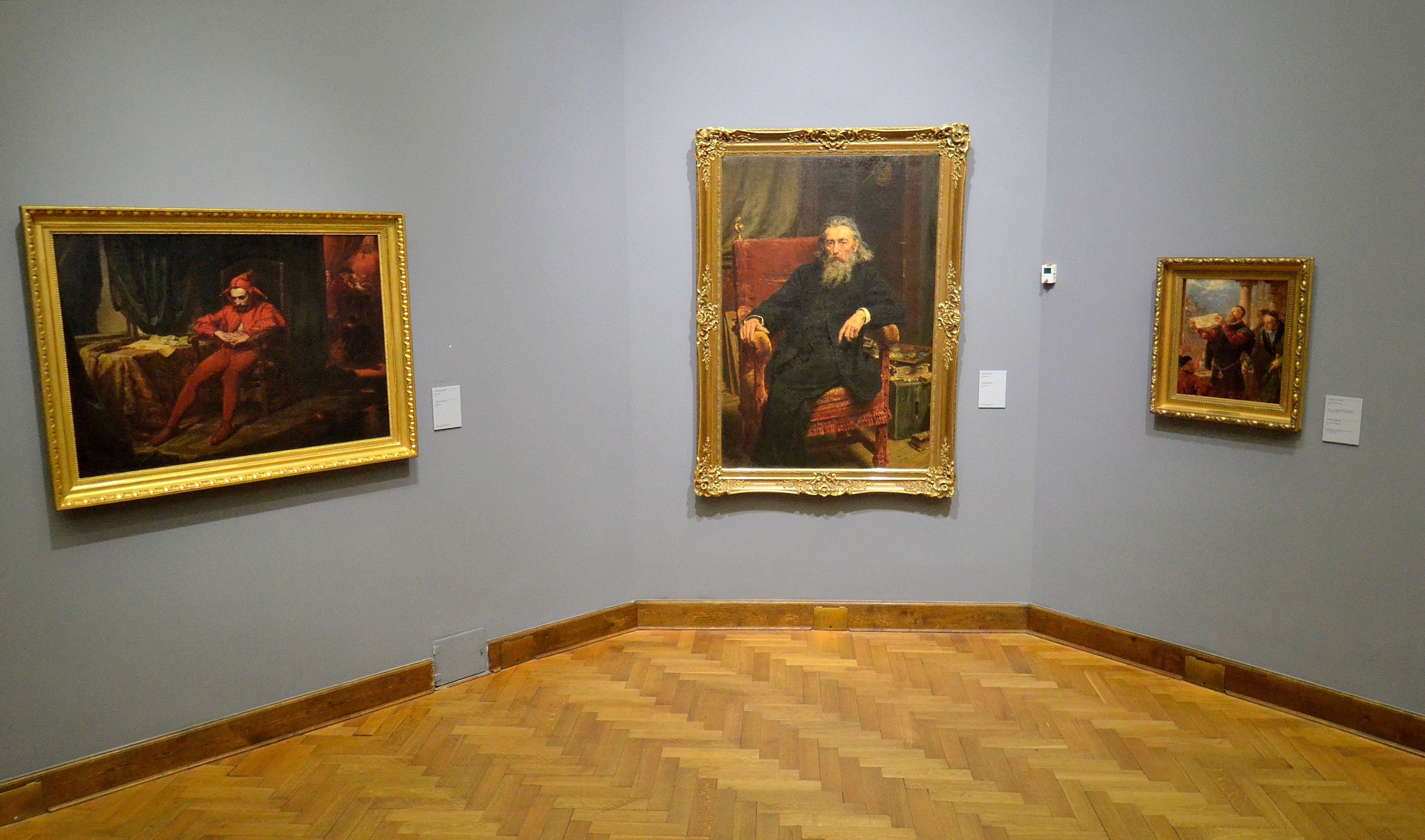
Stańczyk (bên trái) được trưng bày trong Bảo tàng Quốc gia Warsaw

Họa sĩ Matejko từng bị lôi cuốn bởi Stańczyk, từ thời trẻ, ông đã vẽ chân dung Stańczyk trong các tác phẩm của mình (đáng chú ý nhất là ngoài bức Stańczyk trên đây, thì còn có trong các tác phẩm: Lễ dâng chuông của Vua Sigismund, 1874 và Tôn kính Phổ, 1882).
Khi vẽ bức tranh này, Matejko đã lấy cảm hứng từ cuốn sách Król zamczyska của Seweryn Goszczyński. Trong đó, nhân vật chính là một người cô độc, sống trong đống đổ nát của lâu đài, cố gắng dung hòa giữa quá khứ và hiện tại, bản thân nhân vật này cũng được truyền cảm hứng bởi Stańczyk. Do đó, có thể nói nhân vật này là một phần cảm hứng cho bức tranh. Bức tranh được Matejko hoàn thiện năm 1862, khi đó ông đã hai mươi tư tuổi. Stańczyk là một trong những tác phẩm nổi tiếng nhất của ông, chính tác phẩm đã nâng tầm danh tiếng cho Matejko. Bức tranh được xem như chìa khóa để giải mã được ý đồ trong phong cách nghệ thuật của Matejko. Matejko đã sử dụng khuôn mặt của chính mình cho nhân vật Stańczyk trong tranh. Và với tác phẩm này, bắt đầu một loạt các bức tranh phân tích và giải thích lịch sử của Ba Lan thông qua hình tượng của Stańczyk.
Bức tranh cũng được coi là có ý nghĩa rất lớn đối với nền văn hóa của Ba Lan nói chung. Nó đã được mô tả là một trong những bức tranh dễ nhận biết nhất trong Bảo tàng Quốc gia Warsaw, và là bức tranh tiêu biểu cho "Bộ sưu tập các bức tranh Ba Lan trước năm 1914". Bức tranh đã tạo ra một hình tượng Stańczyk, và được nhắc đến trong vở kịch Wesele (1901) của Stanisław Wyspiański. Trong khi, những bức tranh nổi tiếng nhất của Matejko thường là những bức tranh lớn, với những nhóm đông người; những cảnh riêng lẻ thì ít phổ biến hơn trong các tác phẩm của ông.
Khi mới được tạo ra, bức tranh không gây được nhiều chú ý và được Hội những người bạn Mỹ thuật Kraków mua lại với mục đích làm quà tặng xổ số. Sau đó, bức tranh thành sở hữu bởi một cá nhân thắng xổ số, Korytko, người này đã làm bức tranh bị hư hại nhẹ. Khi Matejko trở nên nổi tiếng, bức tranh đã được khám phá lại và được tán thưởng như một kiệt tác, rồi được Bảo tàng Quốc gia Warsaw mua lại vào năm 1924. Trong Chiến tranh thế giới thứ hai, nó đã bị Đức quốc xã cướp phá. Sau đó, nó bị Liên Xô chiếm giữ và trao trả cho Ba Lan vào khoảng năm 1956.